# 中田絢千
中田 絢千（なかた あやか、1993年12月13日 - ）は、日本のモデル、女優、ラジオパーソナリティ。愛称はあやち。神奈川県茅ヶ崎市出身。上智大学文学部英文学科卒業。身長165cm。

## 来歴
10代からモデルとして活動し、 大学卒業を機に役者としても仕事の幅を広げる。これまで国内外のTVCMをはじめ、雑誌、MV、ドラマ、映画、ナレーションなど多岐にわたって出演。その他、AYAKA NAKATAとしてTOWA TEIの楽曲にゲスト参加している（仏語歌唱）。現在は、モデルや俳優活動の傍ら、ラジオパーソナリティを務める。モデルとなるきっかけは、超がつくほどの人見知りであった幼少期に心配した母親が洋裁雑誌の読者モデルに応募したこと。

## 人物
- 猫、入浴、ビールが好き[1]。茅ヶ崎の実家に猫3匹を飼っている[6]。
- 特技は英語・仏語に、茶道や着付け。語学、旅、読書、銭湯・サウナ、映画への関心が高い[1]。
- 平日は早朝のラジオ出演のため、午前2時から2時半の間に起床している[5]。

## 主な出演

### ドラマ
- セクシーボイスアンドロボ（2007年、日本テレビ） - 友人 役
- WOWOW連続ドラマW「贖罪の奏鳴曲(ソナタ)」（監督 - 青山真治、2015年1月、WOWOW） - 看護師 役[7]
- ビューティフル・スロー・ライフ（監督 - 源孝志、2015年12月、NHK） - 主人公夫婦の長女 役
- 相棒（テレビ朝日）
  - season14 第11話「共演者」（2016年） - 原田七海 役
  - season18 第7話「ご縁」（2019年） - 阿久津琴音 役
- 特集ドラマ「眩（くらら）〜北斎の娘〜」（2017年9月18日、NHK） - 花魁 役[8]
- 特捜9 Season3（2020年、テレビ朝日系） - 天野春香 役[9]
- 彼が僕に恋した理由（2020年、TOKYO MX） - 堀田希美 役
- 日本看護協会制作ドラマ『Memories～看護師たちの物語～』第6話（2020年11月8日、BS日テレ - 中井真紀 役[10]
- Hulu オリジナルドラマ『息をひそめて』 第1話（2021年4月23日、Hulu)[11]
- グラップラー刃牙はBLではないかと考え続けた乙女の記録ッッ 第2話（2021年8月20日 - 10月1日、WOWOW） - 岸田アナウンサー 役[12]
- あせとせっけん（2022年2月、MBSドラマ特区枠）-坂下牧 役[4]
- LINE NEWS VISION 配信ドラマ「密室メン」（2022年5月5日-）- 明子 役[13][14]
- ロマンス暴風域 第1話（2022年7月6日、MBS・TBS）- 婚活アプリの女性 役[15]
- クールドジ男子（2023年、テレビ東京） - 白川 役[16]

### 映画
- なりゆきな魂、（2017年1月公開、監督 - 瀬々敬久） - あつ子 役[17]
- 渇き。（2014年6月公開、監督 - 中島哲也） - 病院受付 役[18]
- マスタードガス・バタフライ（2016年2月20日公開、監督 - 廣瀬有紀）[19]
- アイムクレイジー（2019年8月24日公開、監督 - 工藤将亮）[20]
- やがて海へと届く（2022年4月1日公開、監督 - 中川龍太郎）- 奥田美穂 役[21]
- はたらく細胞（2024年12月13日公開、監督 - 武内英樹）- マクロファージ（骨髄移植後）役[要出典]

### 舞台
- ワーニャおじさん（2014年12月、演出 - 青山真治） - エレーナ 役[22]

### その他番組
- NHK BSプレミアム「プレミアムシアター」PR番組（2014年3月 - 2015年3月） - アシスタントMC
- WOWOW『ねこが笑えば2（にゃー）』（2020年8月3日）[6]

### CM
- ソウル市広報（2010年） - イ・ビョンホンと共演
- 特許庁 だから私は買わない!海賊版・模倣品撲滅キャンペーン（2010年）
- 香港不動産 中原地産（2010年）
- 森永製菓「ウイダーinゼリー」（2011年）
- 花王トイレクイックル「べっぴんさん編」（2011年）
- PILOT「グラファイト・シャーペン芯」（2012年 - 2014年）
- NEC（日本電気）「MEDIAS TAB」（2012年）[23]
- 香港不動産「中原地産」（2012年）
- ファッションアプリiQON「明日からがんばるコーデ」篇（2014年）[24]
- カゴメ「トマトジュースPREMIUM」（2014年）[25][26]
- JINS PC「笑顔の近くに。雪」編（2014年）[27]
- ユニ・チャーム ソフィソフトタンポン「安心時間」篇（2015年）[28]
- デンティス「恋する♡ハミガキ」篇（2015年）[29]
- ブッキングドットコム「Sport Lovers」篇（2016年）[30]
- 興和 エルペイン「生理痛専用薬」篇（2016年）[31]
- ゴディバ「2016White Day・Portrait1」篇（2016年）[32]
- 富士重工業 スバル「New SUBARU SAFETY アイサイト」見守る父篇（2016年）[33]
- 再春館製薬 ドモホルンリンクル 美活肌エキス「おどろく肌」篇（2017年）[34]
- ゴディバ「2017White Day」（2017年）
- 楽天オーネット「わたしの婚活日記」篇（2018年 - ）[35]
- ネッツトヨタ富山 50周年記念企業CM「進め次の半世紀」（2018年）[36]
- ソフトバンクモバイル
- 明光義塾
- イオン「極 恵方巻き」（2018年）[37]
- パーソルキャリア 転職サイトdoda「デューダ子、登場」篇（2018年10月）[38]
- 清静信用金庫（2019年）[39]
- ブリタ（BRITA）ボトル型浄水器『フィルアンドゴー』（2019年3月）
- ケンタッキーフライドチキン シェアBOX「ドライブスルー」篇（2019年3月）[40]
- 江崎グリコ
  - アーモンド効果「売り場」篇（2019年4月）[41]
  - ポッキー「だいじなあなたとシェアハピネス！」篇（2023年10月）[42]
- 持田ヘルスケア コラージュリペアシリーズ（2019年）[43]
- 旭化成ホームプロダクツ サランラップ「誕生日にピタッ！」篇（2020年）[44]
- NTTデータ BizHawkEye（2020年）
- 東北ろうきん CM「信号」篇（2020年11月）[45]
- 学情 転職サイト Re就活「20代の働き方」篇（2021年）[46]
- 政府広報 コロナ対策CM
  - 「keepsafe」篇（2021年2月）[47]
  - 「keepsafefor」篇（2021年3月）[48]
- リビンマッチ「リビンマッチの二人 消える」篇（2021年4月）[49]
- よつ葉乳業
  - クリーム仕立て よつ葉カフェオレ・ほうじ茶オレ（2021年4月 - ）[2][50][51][52]
  - よつ葉キャラメルオレ「いつものオレじゃない」（2022年）[53]
- リプトン 水出しアイスティー（2022年 - ） - 広告を含む[54][55]
- しまむら「ONでも！OFFでも！1着で2倍コーデ」篇（2022年）[56]
- OMO（おも） by 星野リゾート 「一人旅」（2022年11月1日 - ）[57][58]
- ビズメイツ ビジネス特化型オンライン英会話Bizmates（2023年5月）[59]
- ロート製薬 クリニカル抗菌目薬「緊急ものもらい」篇（2023年9月）[60]
- Uber Eats 「今年も、Uber Eatsで、いーんじゃない？」篇（2024年1月）[4][61]
- 雪印メグミルク Plant Label 「えんどう豆由来のおつまみ」（2024年10月）[62][63]
- 辻・本郷 税理士法人「企業 マラソン」（2024年10月）[64][65][66]
- メディキュット
  - 「フワッとキュッと 着圧ソックス」篇（2024年9月30日）[67]
  - 「着圧パジャマレギンス ブラック」篇（2024年10月7日）[68]

### グラフィック広告
- DHC（2007年 - 2011年）
- 資生堂「ザ・コラーゲン」（2013年 - 2014年）
- 明治記念館（2015年）
- 持田ヘルスケア コラージュリペアシリーズ（2020年）[69]
- HAA ブランドイメージモデル（2022年 - ）[70]
- 食べログ 20周年記念広告（2025年3月 - ）東京、大阪、愛知、福岡の屋外広告[71]

### WEBムービー
- Lipton「IT'S a SMILE WORLD」（2015年）
- VIVIENNE TAM 2015 March IMAGE MOVIE（2015年3月20日、音楽 - 細野晴臣）- 声の出演[72]
- ルミネ「Live in style/スタイルのある暮らし。」（2016年5月21日）
- イトーヨーカドー BODYHEATER「あったかサラサラ BODYHEATER」篇（2016年11月）
- 三井アウトレットパーク（2017年）
- DiscoverJapan本誌連動企画「ローカル散歩」（2017年11月）[73]
- TOYOTA 「カーライフゲーム」（2019年1月）[4]
- TEPCO「発見！ふくしま」（2019年2月）[74]
- タケダ アリナミン アリナミンデイズ「心の声」篇（2019年11月）[75]
- AQUA クールキャビネット（2021年 - )[76]
- recri「チケットのサブスク」（2023年2月7日）[77]
- Play 企業ムービー（2023年9月）[4]
- キリン 杏露酒「しんるちゅうで、まったり中。」（2023年）[78]
- CDエナジー ブランドムービー「寄り添うまなざし」篇（2024年）[79]
- 三井不動産レジデンシャル 多拠点居住サービス「n’estate」（2024年）[80]
- ダスキン「エアコンクリーニング　やっぱりダスキン編」（2025年）[81][82]

### ラジオ
NHK FM
- サウンドクリエイターズ・ファイル（2013年） - アシスタントMC

InterFM
- SoundLines from “INTERSECT”（2014年7月 - 12月） - アシスタントMC
- Special Program「future note」（2019年6月20日） - アシスタントMC[83]

J-WAVE
- DRIVE IN JAPAN（2015年2月） - マンスリーゲスト
- JUST A LITTLE LOVIN' (2024年4月 - ) - ナビゲーター
- TAKENAKA SMALL CHOICES, BETTER FUTURE（2024年9月23日）- 坂口真生とのWナビゲーター[84]
- PEOPLE’S ROASTERY（2024年9月26日、2024年10月31日）- 長井優希乃が休暇のため代役出演
- UR LIFESTYLE COLLEGE（2025年3月30日、J-WAVEほかJFL加盟局） - J-WAVEナビゲーターとしてGOOD LIVING COLLEGEに出演[85]
- DIALOGUE RADIO IN THE DARK（2025年4月14日）- ゲスト[5]
- WE ARE WHAT WE EAT（2025年5月5日） - ナビゲーター[86]

ZIP-FM
- CULTURE RADIO via TOKYO(2024年4月 - ) - ナビゲーター

### MV
- DJ FUMIYA「HOTCAKE SAMBA feat. BAKUBAKU DOKIN & Tomoko Nagashima from orange pekoe」（2012年11月7日）[87]
- MONKEY MAJIK「If」（2013年2月27日）[2][88][89]
- Aimer「Stars in the rain」（2016年9月21日）[90][91]
- NONA REEVES「記憶の破片 feat. 原田郁子 (clammbon) 」（2017年10月25日）[92][93]
- こだまたいち「口ぐせは今日から」（2017年10月29日）[94][95]
- サニーデイ・サービス「クリスマス」（2017年12月13日）[96][97][98]
- SHISHAMO「SHORT FILM「好き好き！ 篇」（ライブ映像作品『明日メトロですれちがうのは、魔法のような恋』Blu-ray トラック2）（2017年）[要出典]
- SHE IS SUMMER「女の子の告白」（2018年2月28日）[99]
- おとぎ話「綺麗」（2018年6月6日）[100][101]
- 岸洋佑「ごめんね」（2019年7月31日）[102][103]
- 羊文学「1999」（2019年12月4日）[104][105]
- THE BAWDIES 「T.Y.I.A.」（2021年7月16日）[106][107]

### 参加楽曲
- TOWA TEI「ABBESSES」（アルバム『LUCKY』収録、2013年7月10日）[3][108][109]
- Sweet Robots Against The Machine（TOWA TEIの変名プロジェクト）（アルバム『３』2018年7月18日）[110]
  - 非常識クイズ（Insane quiz）[111]
  - 集会（Assembly）[112]

## 書籍

### 雑誌掲載
- 月刊BOB (ボブ) 2012年11月号（2012年10月1日 、髪書房）- 表紙モデル[113]
- ゼクシィ首都圏 9月号 （2014年7月23日、リクルート）[114]
- 七緒（プレジデント社）
  - vol.51 2017秋号（2017年09月7日）- 表紙モデル[115][116]
  - vol.52 2017冬号（2017年12月7日）- 表紙モデル[117][118]
- Discover Japan vol.73 2017年11月号（2017年10月6日、ディスカバー・ジャパン）[73][119]
- anan No.2453 2025年7月9日号（2025年7月2日、マガジンハウス） - ラジオ好きとしてインタビュー[120]
- OZ magazine（オズマガジン） No.632 （2025年7月11日、スターツ出版）- 愛用品のコラム執筆[121]